# Sadek Deghmache
Pas d'image ? Cliquez ici

a Compétitions nationales et continentales officielles uniquement.

b Matchs officiels uniquement.
Dernière mise à jour le 11 avril 2025.
Sadek Deghmache, né le 5 octobre 1995 à Céret (Pyrénées-Orientales), est un joueur franco-algérien de rugby à XV et international français en rugby à sept qui évolue au poste de demi de mêlée au sein de l'effectif de Provence Rugby.

## Biographie
Sadek Deghmache naît à Céret. Il a des origines algériennes.
Il est tout d'abord formé au rugby à XV au Céret sportif, avant de partir pour l'USA Perpignan avec qui il joue en Pro D2 puis en Top 14, il signe son premier contrat professionnel avec le club en janvier 2018.
Il découvre aussi le rugby international avec l'équipe de France à sept en 2019, occupant aussi le poste de demi de mêlée.
En juin 2023, il est appelé pour la première fois par le sélectionneur français Fabien Galthié pour participer à un stage de trois jours à Marcoussis avec l'équipe de France à la suite de la blessure de Baptiste Couilloud.
En janvier 2025, alors qu'il est en manque de temps de jeu à Perpignan, il est prêté au Colomiers Rugby en Pro D2 jusqu'à la fin de la saison en cours,.

## Palmarès
Avec l'USA Perpignan :
- Champion de France espoirs en 2017
- Champion de France de Pro D2 en 2018 et 2021